# Milan Kerbr
Milan Kerbr (9 de junho de 1967) é um ex-futebolista profissional tcheco que atuava como atacante.

## Carreira
Milan Kerbr representou a Seleção Checa de Futebol, na Eurocopa de 1996. 